# Абу-Камаль
Абу-Кама́ль, также А́бу-Кема́ль (араб. البوكمال‎) — город на востоке Сирии, на границе с Ираком, расположенный на территории мухафазы Дайр-эз-Заур.
В 9 километрах к северо-западу от города расположены руины древнего города Мари.

## Географическое положение
Город находится в юго-восточной части мухафазы, на южной оконечности плато Джезире, на правом берегу Евфрата. Абсолютная высота — 174 метра над уровнем моря.

Абу-Камаль расположен на расстоянии приблизительно 115 километров к юго-востоку от Дайр-эз-Заура, административного центра провинции и на расстоянии 430 километров к востоку-северо-востоку (ENE) от Дамаска, столицы страны.

## Демография
По данным официальной переписи 1981 года, население составляло 17 507 человек.
Динамика численности населения города по годам:
| 1960 | 1970   | 1981   | 2003   | 2012   |
| ---- | ------ | ------ | ------ | ------ |
| 8226 | 12 811 | 17 507 | 52 020 | 64 199 |

## История
Во времена существования Римской империи город являлся важным пунктом её торговли с Индией. Позже город был завоёван царицей Пальмиры Зенобией и был включён ей в состав своего царства.
При Муавии город был включён в состав Сирии (провинции Халифата).
В период османского владычества, Абу-Камаль был центром уезда (казы). В 1921 году в городе был размещён французский гарнизон. В 1946 году Абу-Камаль стал частью независимой Сирии.

### Американская атака 2008 года
26 октября 2008 года американским спецназом была предпринята атака на деревню Машахдех, расположенную в окрестностях города. В результате погибли 9 человек и 14 человек получили ранения.

### Новая сирийская армия (2016)
В конце июня с территории Иордании на территорию Сирии зашла подготовленная ЦРУ группа боевиков более 100 человек. Этот контингент прозападных «повстанцев», как их называет американская газета «Вашингтон пост», состоял из жителей города Абу-Камаля, которые были завербованы американскими инструкторами в Турции, где те были на заработках, прошёл обучение в Иордании и в начале этого года, направлен в Сирию для борьбы с ИГ.
Наступление на Абу-Камаль, отряд названный «Новая Сирийская Армия», начал 28 июня и вначале наступление развивалось вполне успешно. Наступающая колонна выдвинулась из учебного центра ЦРУ и вытянулась тонкой «кишкой» вдоль сирийско-иорданской границы. Её продвижение обеспечивалось постоянными ударами англо-американской авиации. При этом американцы планировали захватить аэродром к северу от города, который можно было использовать для снабжения наступающих войск и для последующих операций направленных на установление контроля над сирийско-иракской границей. В подготовке наступления участвовали США, Британия и Иордания. Во время наступления, была развёрнута полевая радиостанция, которая вещала на Абу-Камаль и призывала жителей к восстанию против Халифата.
В силу удалённости данного участка фронта, сведения о происходящем там поступали очень обрывочные, казалось, всё идёт хорошо, пока в сети не начали появляться фото и видео с захваченными Халифатом трофеями, а позднее и паническими заявлениями о полном разгроме наступавшей группировки. Так 1 июля американский ресурс «veteranstoday.com» отставного американского военного, сообщил, что «Новая сирийская армия» была практически уничтожена во время атаки на аэродром на севере Абу-Кемаля, потери понесли также американские и британские «техники» («technicians»).
В начале июля, американская газета «Вашингтон пост» опубликовала статью объясняющую причины разгрома «Новой сирийской армии».
«Вашингтон пост» пишет, что в разгроме виноваты сами американцы. Получив разведданные о выдвижении из Фаллуджи (Ирак) колонны боевиков ИГ, американское командование решило атаковать её с воздуха и перебросило к Фаллудже даже самолёты, обеспечивающие прикрытие колонны, наступающей на Абу-Камаль. Командование НСА об этом даже не уведомили.
Это привело к последствиям. С одной стороны — американцы разгромили колонну у Фаллуджи (позже выяснилось, что часть машин была с гражданскими, которые пытались бежать из города), с другой стороны, боевики Халифата воспользовались тем, что наступавшие на Абу-Камаль войска остались без воздушного прикрытия, нанесли внезапный удар во фланг и тыл группировки принудив их к паническому бегству.
Как результат — по заявлениям Халифата 40 человек были убиты, 15 попали в плен, некоторые пленные были казнены через обезглавливание. Взяты различные трофеи — тачанки, пулемёты, стрелковое оружие, радиостанции, средства спутниковой связи, различную амуницию и т. п. Группа, которую несколько месяцев готовило ЦРУ, фактически прекратила своё существование.

### Освобождение Абу-Камаля (2017)
14 октября 2017 года сирийская арабская армия освободила город Меядин (80 километров от Абу-Камаль). После успешной операции единственным крупным населённым пунктом в Сирии, контролируемым террористической группировкой ИГ, оставался город Абу-Камаль.
25 октября в ходе нанесения ВКС России серии авиаударов была заблокирована трасса Аль-Каим — Абу-Камаль — Меядин — Дейр-эз-Зор.
С 1 по 4 ноября шесть российских дальних бомбардировщиков Ту-22М3 наносили удары по объектам террористов в районе Абу-Камаль. 7 ноября САА при поддержке союзных сил начала операцию по освобождению города.
9 ноября вооружённые силы Сирийской Арабской Республики (САР) освободили Абу-Камаль. Представитель пресс-службы ВС САР генерал Али Майхоуб заявил:
Освобождение города Абу-Камаль от боевиков террористической организации «Исламское государство» является провалом проекта ИГ
Спустя один день информацию об освобождении Абу-Камаль подтвердили министр обороны РФ Сергей Шойгу и командующий российской группировкой войск в Сирии Сергей Суровикин:
В освобождении Абу-Камаля при поддержке ВКС РФ принимали участие правительственные войска 5-го добровольческого штурмового корпуса, штурмовые группы бригадного генерала Сухела, отряды народного ополчения. На завершающем этапе боевых действий Вооружённые силы Сирии взяли под контроль сирийско-иракскую границу до реки Евфрат
12 ноября, по заявлению иранского информагентства Fars, сирийские правительственные войска покинули город Абу-Кемаль; в то же время источник «Интерфакса» в российских войсках опроверг информацию о возвращении Абу-Кемаля под контроль ИГ.
19 ноября завершилась зачистка города от оставшихся малочисленных групп террористов и разминирование города.